# Kvarteret Drivbänken

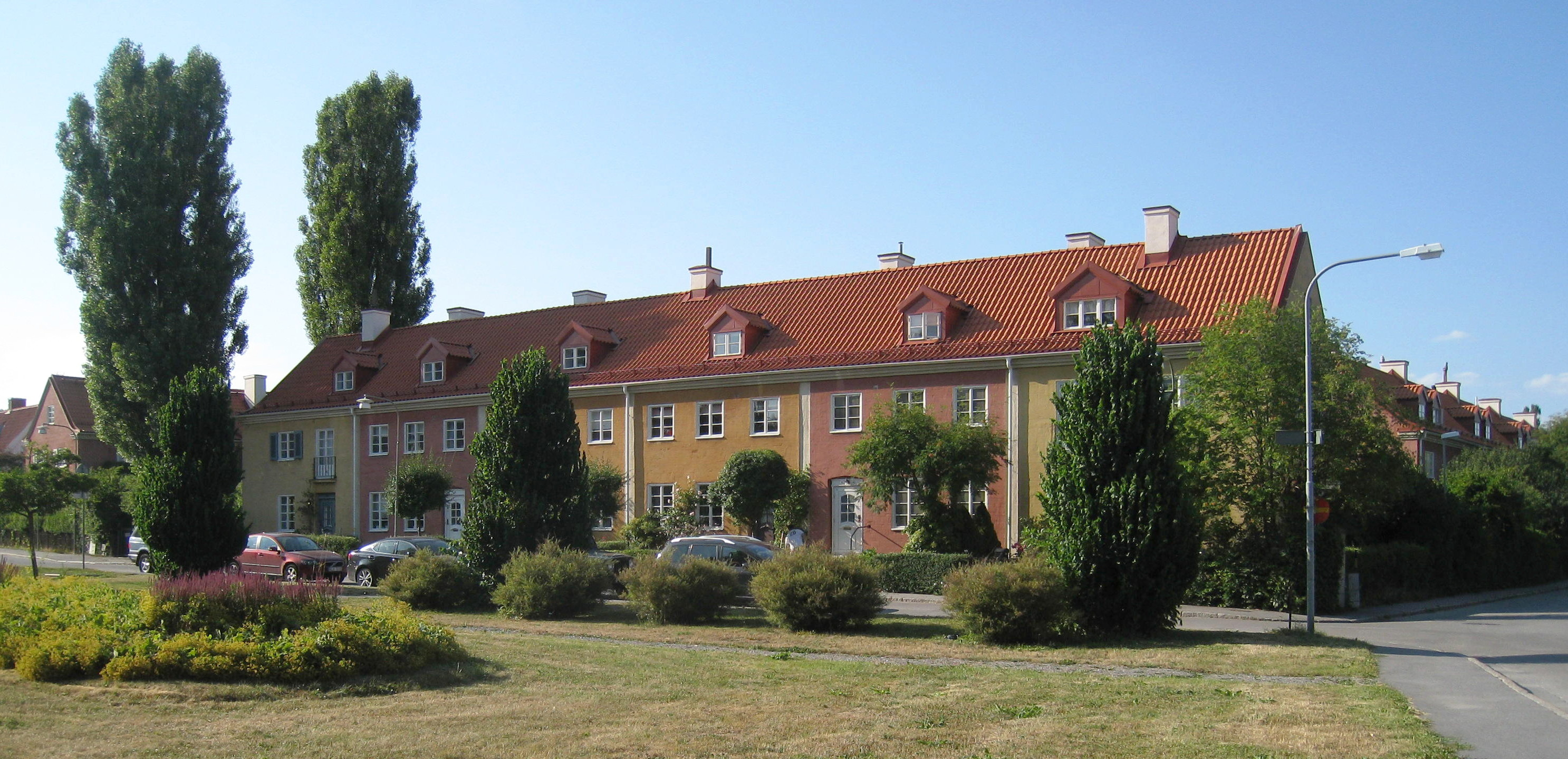
Radhuslängan i kvarteret Drivbänken vid Äppelvikstorget.

Kvarteret Drivbänken, allmänt kallat Engelska radhusen i Äppelviken, är ett bostadskvarter med fyra radhuslängor i Äppelviken i Bromma i Västerort. Radhusområdet byggdes 1919–1920 efter ritningar av arkitekt Gunnar Wetterling för AB Trädgårdskvarter, som var byggherre. Området med de så kallade "engelska radhusen" omfattar de 43 radhusen på gatorna Alviksvägen, Asplundsvägen, Radhusallén och Västerled. Fastigheten är blåmärkt av Stadsmuseet i Stockholm, vilket innebär att bebyggelsen representerar ”synnerligen höga kulturhistoriska värden”. Bebyggelsen är av riksintresse för kulturmiljövården och skyddas av Riksantikvarieämbetet som riksintresse.

## Historik

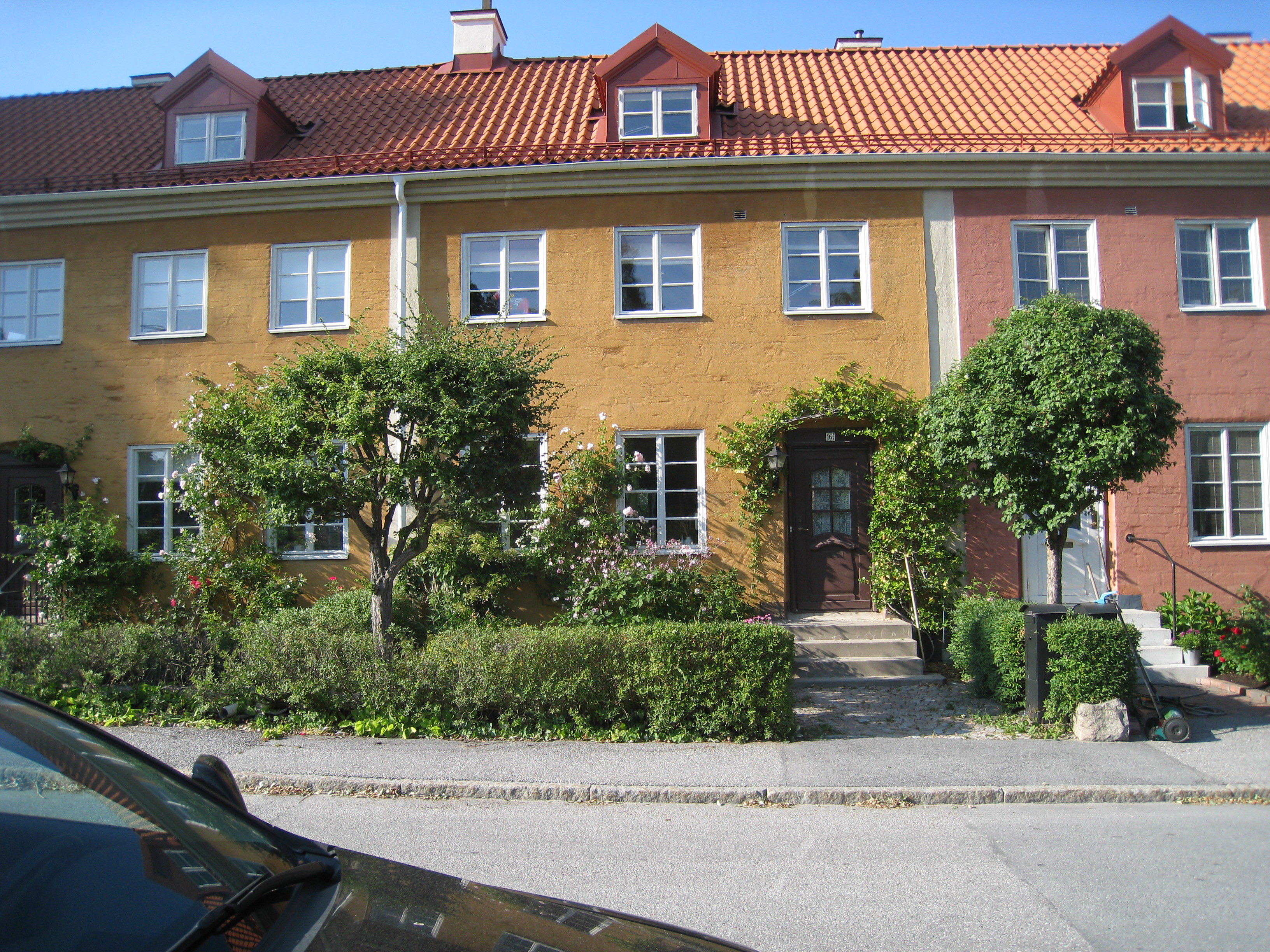
Äppelvikstorget.

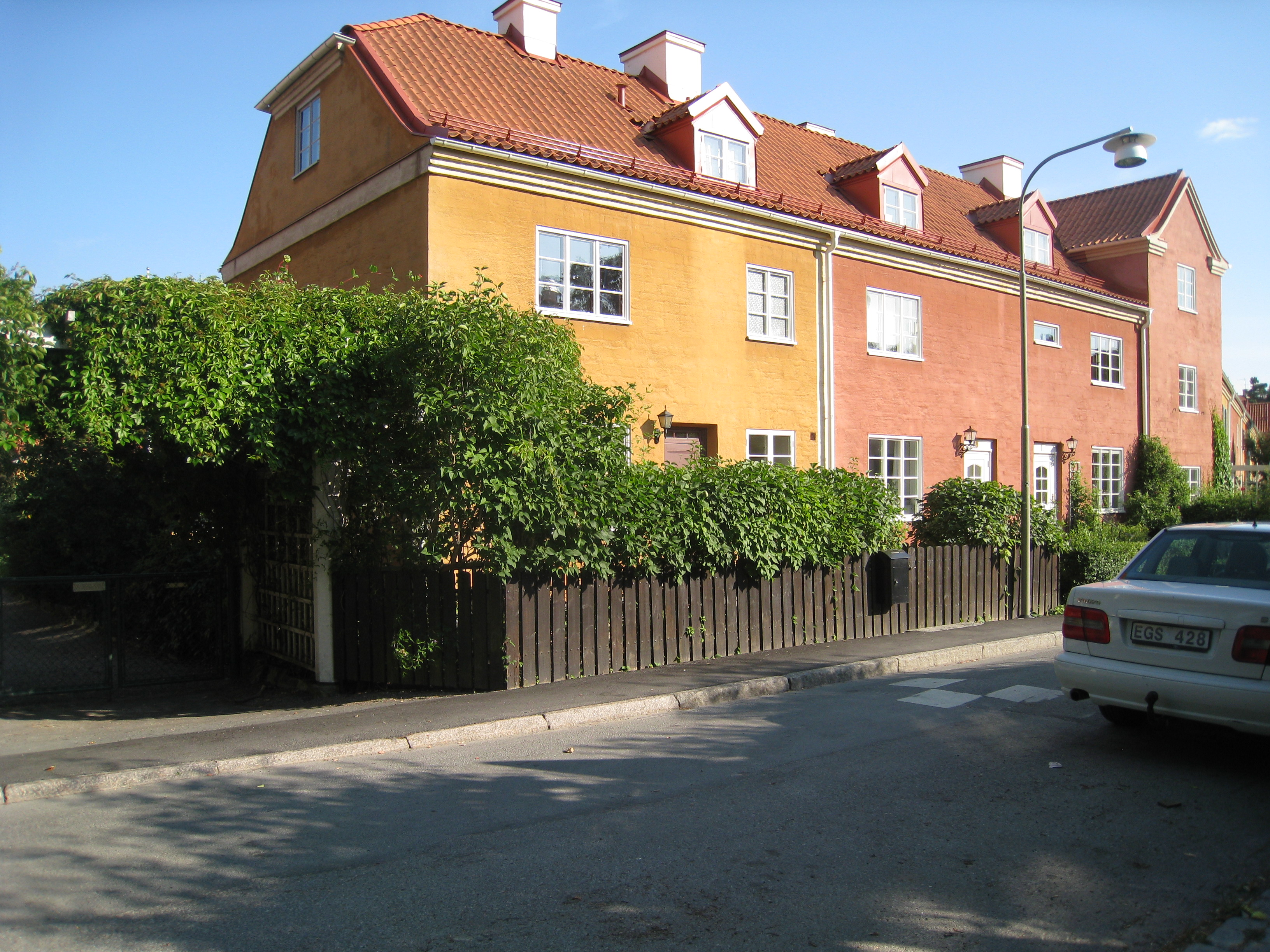
Radhusallén 7, 9 och 11 har två våningar med inredd vind.

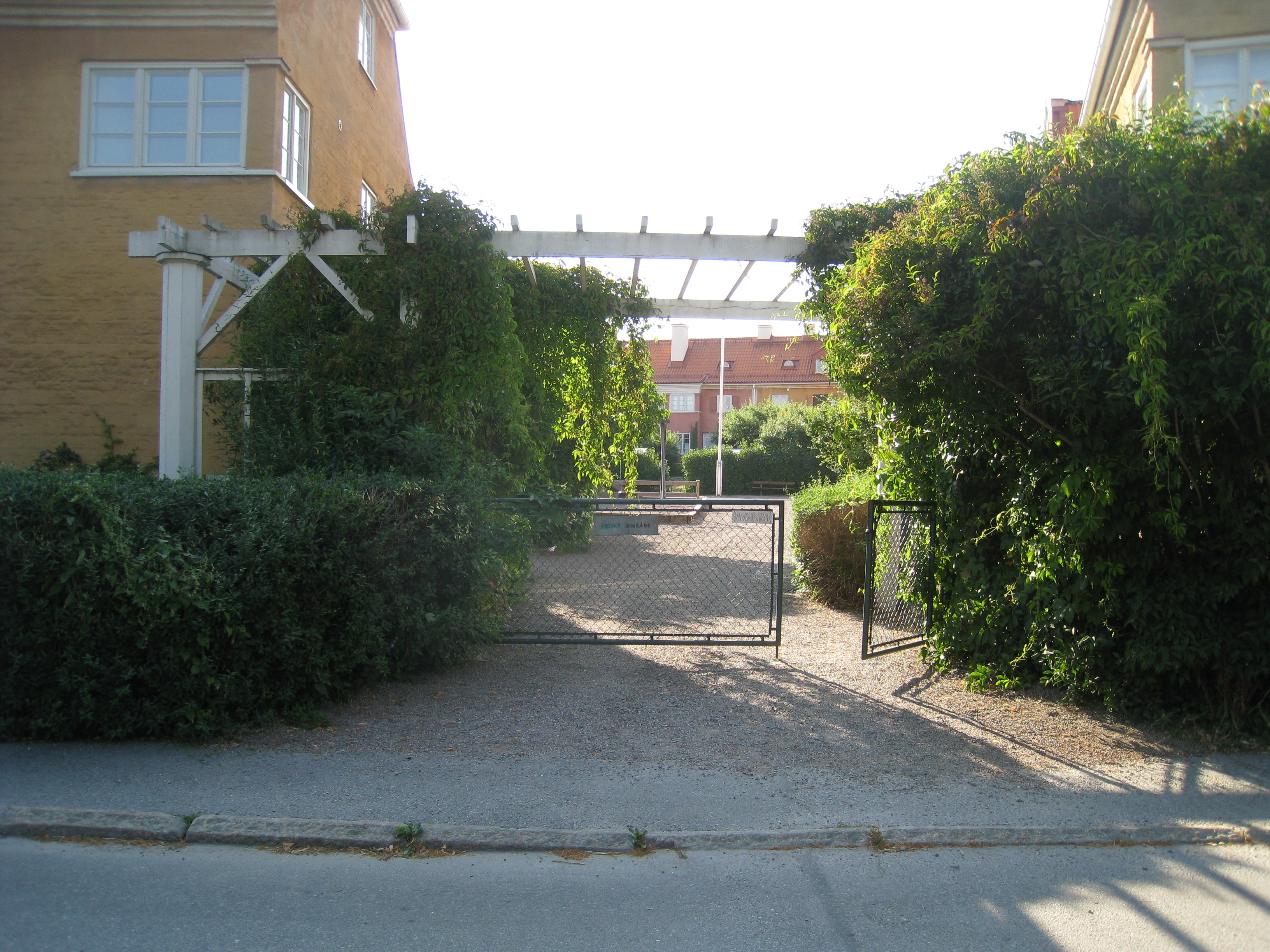
Entrén till innergården från Alviksvägen 38 till vänster med sin brandgula fasadfärg.

Det engelska radhusområdet i kvarteret Drivbänken uppfördes under åren 1919–1920. Området är nu benämnt Brf Drivbänken nr 1 och Brf Drivbänken nr 2 och kallas allmänt Engelska radhusen i Äppelviken. Kvarteret omfattar 43 lägenheter/radhus på gatorna Alviksvägen, Äppelvikstorget, Radhusallén och Västerled. Bostadsföreningen Drivbänken bildades 1925 och ombildades 1997 till bostadsrättsföreningen Drivbänken. Arkitektoniskt anslöt det sig närmast till Gartenstadt Staaken i Berlin.
Kvarteret var ett försök av stadens myndigheter att, efter engelska och tyska förebilder, bygga prisbilliga radhuslängor, som omgav kvarteret från alla sidor. I kvarterens mitt inplanerades ett grönområde med gångvägar och täppor i anslutning till husen. Husen har lagts runt ett grönområde i kvarterets mitt efter den engelske ingenjören, arkitekten och stadsplaneraren Raymond Unwins mönster och omges av Alviksvägen 36-54, Äppelvikstorget, Radhusallén 7-39 och Västerled 1-21.
Med anledning av kristiden eftersträvade man ett rationellt bygge och i kvarteret Drivbänken genomförde man 1919 ett experiment med bostadsrättsradhus. Man fann flera möjligheter att göra besparingar för att få ned priset. Rationaliseringar skedde i själva byggprocessen, både i materialval och utrustning. Man använde en konstruktion med håltegel eller så kallat säckskurat tegel, mager betong baserat på kalkcement, återanvända gjutformar och förenklade mellanbjälklag. Att använda säckskurningsbruk var ett alternativ till vanlig obehandlad tegelfasad. Redan från början upplevs då fasaden som väl etablerad. Metoden med säckskurningen gav ett resultat, där teglet i murverket delvis syntes eller anades och där teglet delvis doldes helt. Det säckskurade teglet har fått sitt namn genom att ett tunt lager skurades över tegelytan med en jutesäck och därmed uppnåddes den speciella effekten.
Anläggningen byggdes invid den nya spårvagnshållplatsen vid Alléparken, utefter Nockebybanan. Det var ett för den tiden stort bygge med 43 hus av engelsk modell, fördelade på fyra längor runt en gemensam gård. AB Trädgårdskvarter byggde under ledning av ingenjör G. Chatillon-Winbergh och efter ritningar av den kontinentalt orienterade Gunnar Wetterling. Kvarteret Drivbänken byggdes 1919–1920 under starka protester från de kringboende villaägarna. Radhus var inte populära på den tiden och det visade sig också mycket svårt att finna köpare till husen. Det kom att dröja till 1950-talet innan köpare var beredda att acceptera radhuset såsom den drömda bostaden.

## Bygget
En första besparing kunde göras redan genom de stora materialinköpen och den samlade leveransen. En särskild lossningsplats hade anlagts vid Äppelvikens kaj. För att reducera byggnadskostnaderna hade man rationaliserat och standardiserat så långt som möjligt. Man använde flyttbara formar för grundläggningen. För första gången prövades ett nytt sätt att mura med håltegel, det så kallade Tebesystemet. Husens bredd, endast 6 meter, tillät att bjälklagen gjordes så klena att "husägarna hysa en viss fasa för att de skola få sina pianon i huvudet, om de våga sig upp med dem på övre våningen".
Snickeriet ansågs vara av mycket enkelt slag. Man valde slätast tänkbara foder och listverk. Men man gick inte så långt som till att få det färdigbeslaget från fabriken. Man respekterade byggnadsarbetarna på platsen och deras "av ekonomiska skäl lättförklarliga konservatism".
Kökets inredning med bara gasspis och husets uppvärmning med centralvärme med gaspanna i köket var nyheter som gjorde husen billiga och lättskötta. Radhusområdet gav också "ett gott prov på hur långt standardisering i fasad bör drivas, och hur med enkla medel – färg och mindre fasaddetaljer – variation kan ges åt en annars enformig helhet."'
Idag beundrar man den charmerande och idylliska "storgårdsanläggningen" och man har svårt att förstå att den var ett provisoriskt fattigbygge som upprörde de redan etablerade villaägarna så till den grad att de företog en namninsamling i protest mot denna "skamfläck" i Äppelviken.

## Färgsättning på fasader och entrédörrar
Radhusen har sadeltak och takkupor samt inredd vind. Fasaderna är slammade och putsade. Entrédörrarna har ursprungliga portar, glasade och spröjsade med utanpåliggande fyllningar, entrétrapporna är gjutna. Fönsterna är ursprungliga, de är av flera olika typer, mestadels tvåluftsfönster med spröjs, åtta rutor i bottenvåningen och sex rutor i övervåningen.
Husfasadernas färger växlar i färgsättningen mellan gult, rosa och beige. Ovanför ytterdörrarna finns inget entrétak. Alla entrédörrar är enhetligt lika i modellen, de är målade i vitt, grönblått, brunt eller mörkgrönt.
I kvarteret Drivbänken 2 vid Alviksvägen 38-54 har radhusen olika fasadfärger och färger på entrédörrar, som ger variation och karaktär. Alviksvägen 38 har brandgul fasadfärg och bruna dörrar. Övrig färgsättning framgår av nedanstående bilder.

## Bilder

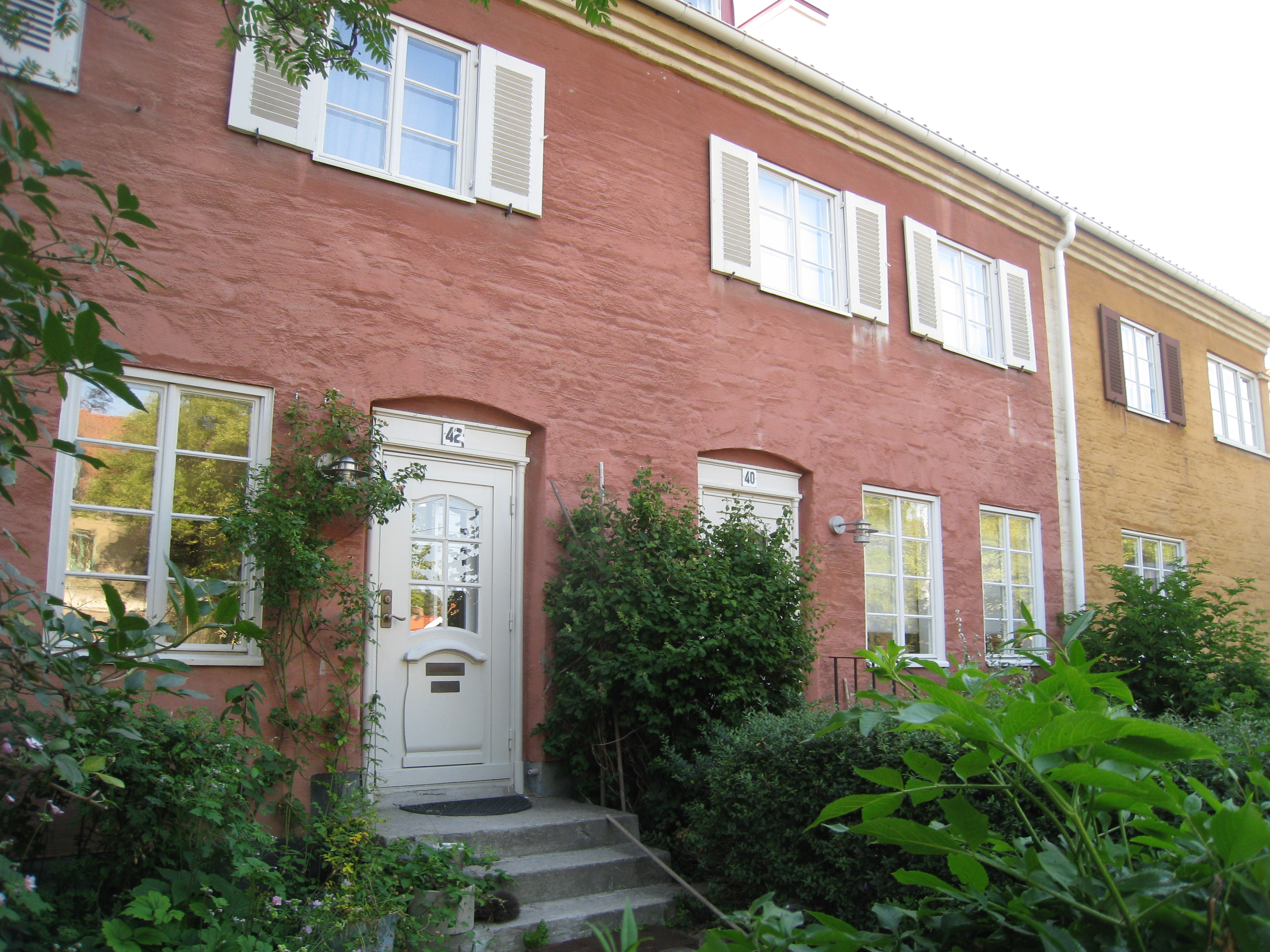
Alviksvägen 40 och 42.
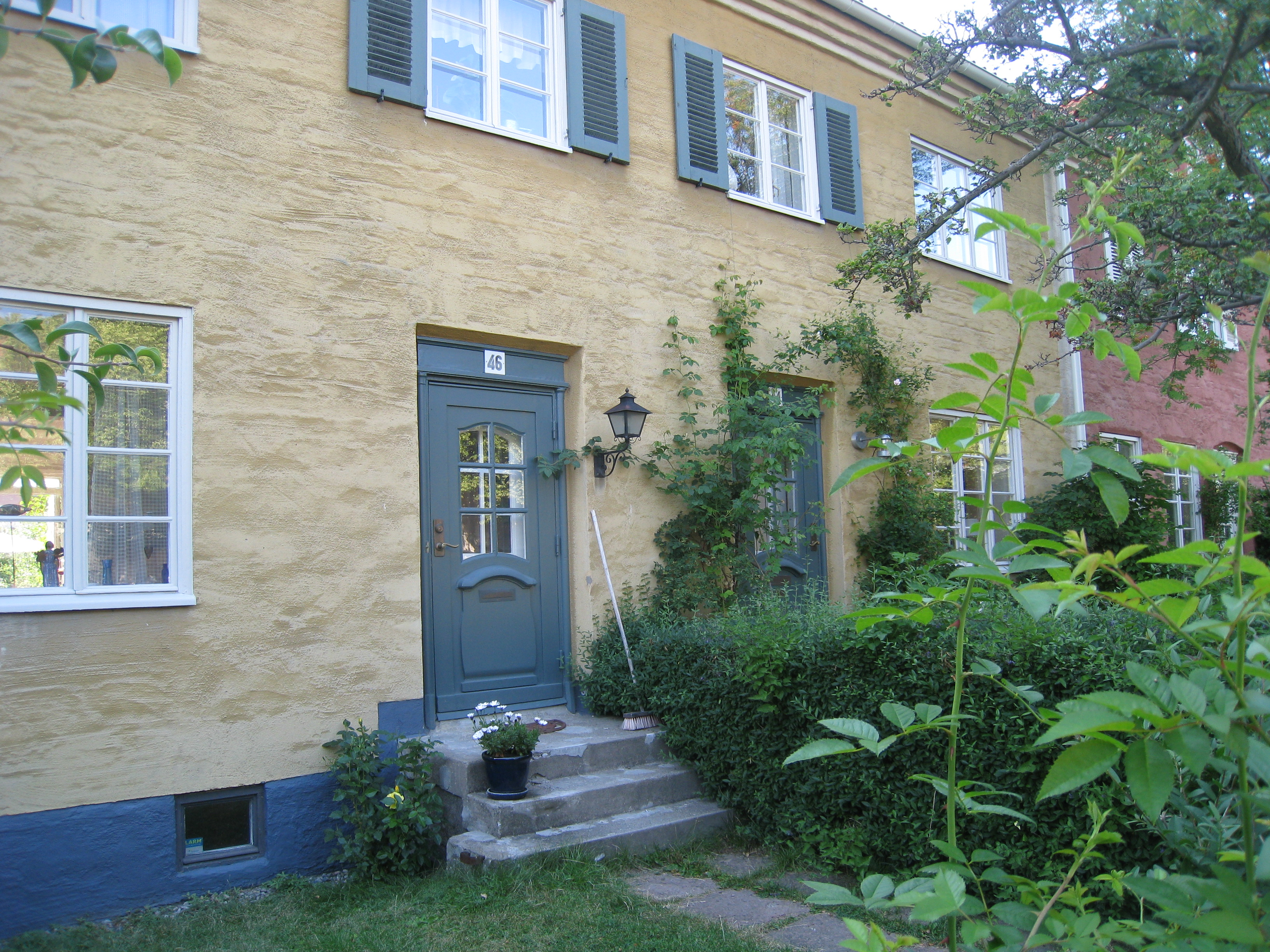
Alviksvägen 44 och 46.
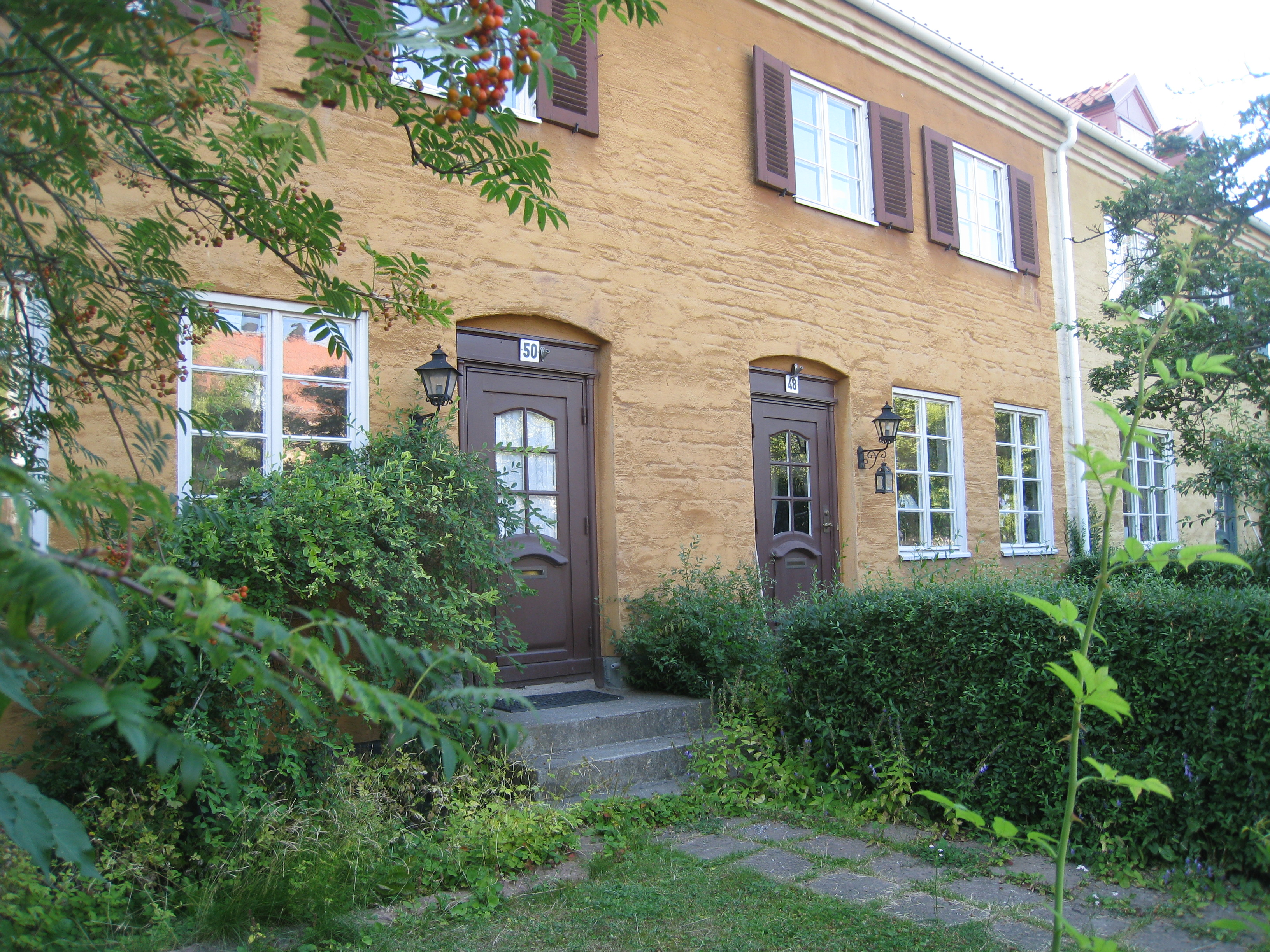
Alviksvägen 48 och 50.
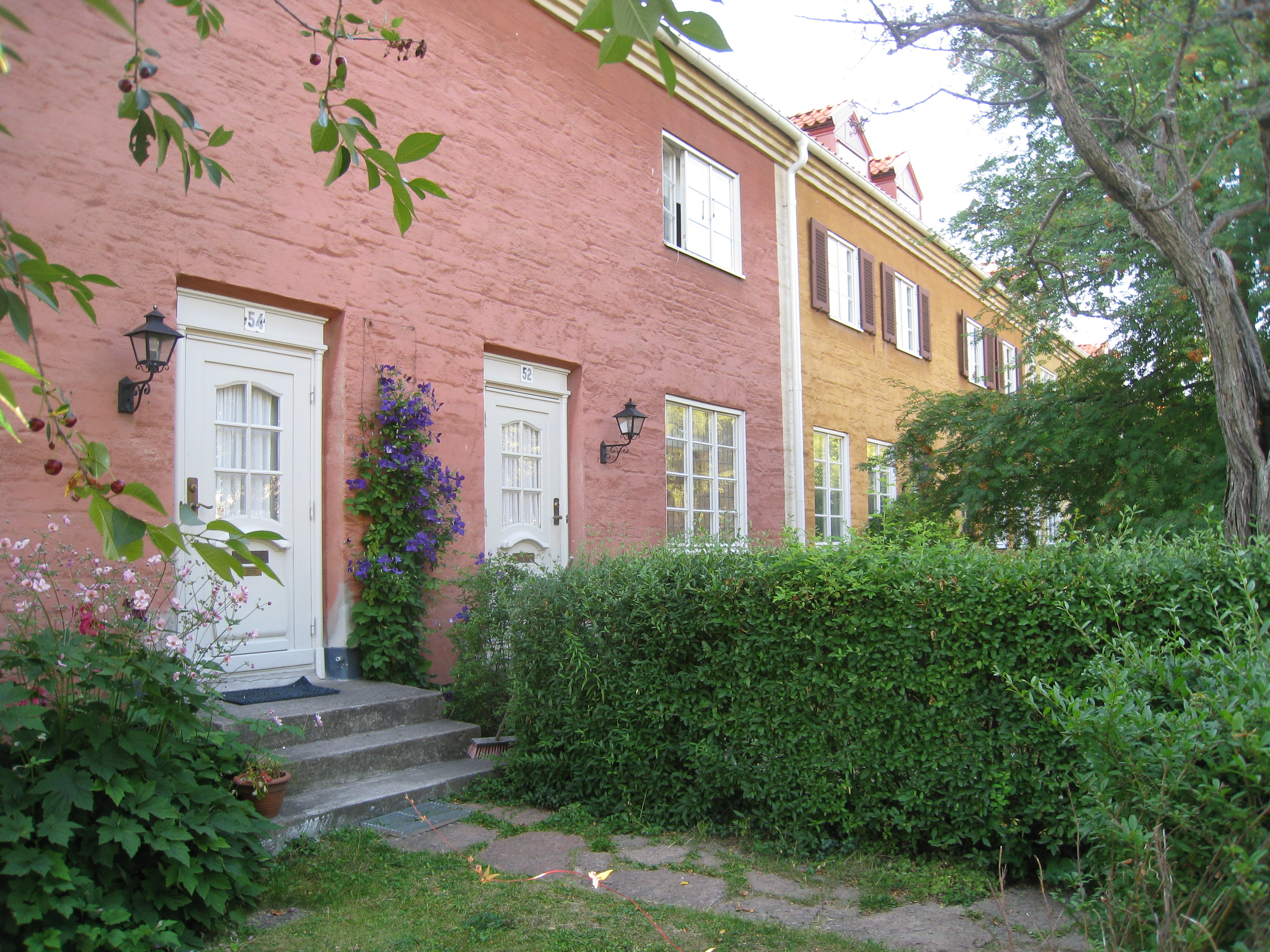
Alviksvägen 52 och 54.
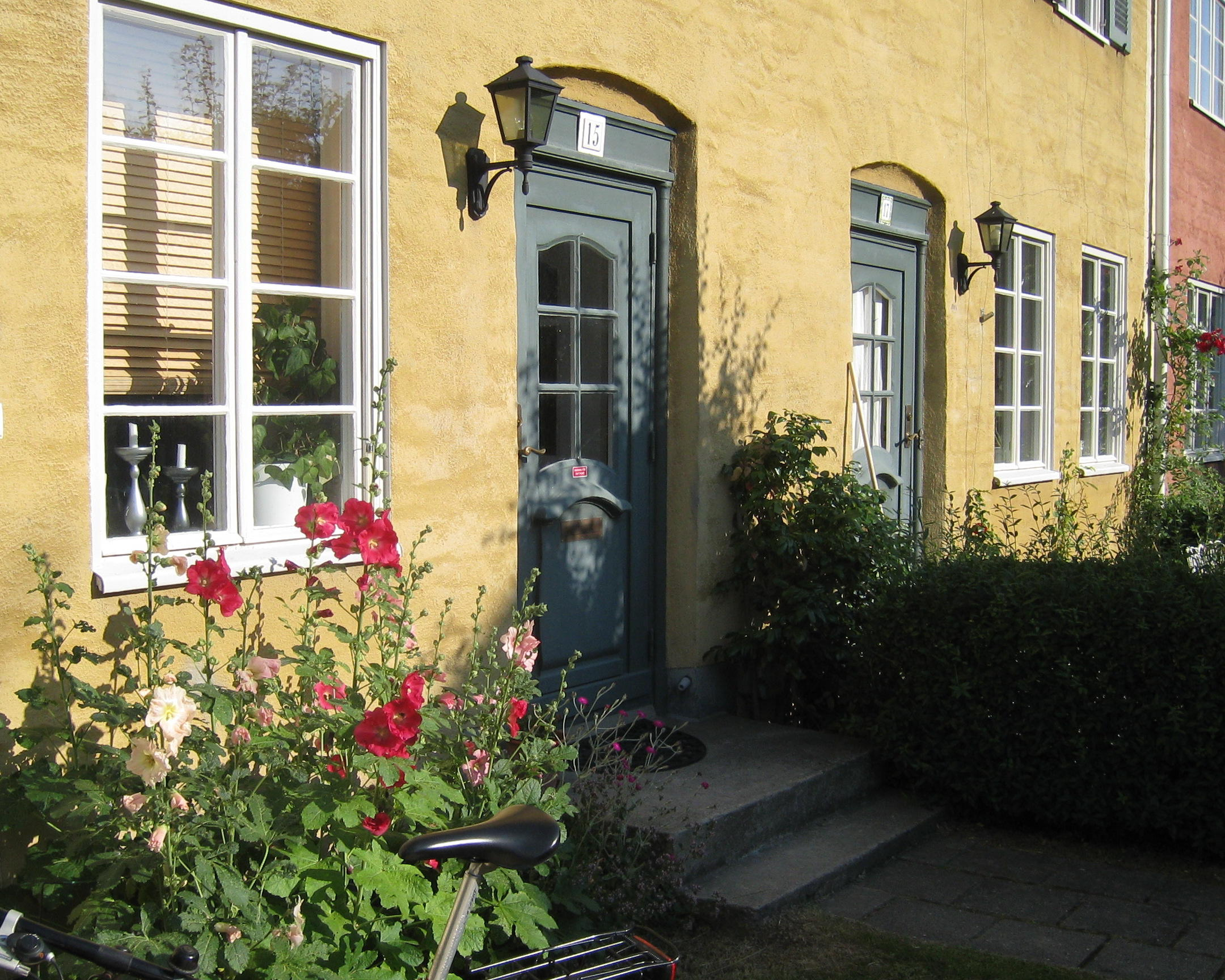
Radhusallén 15.